# Vlado Leko
Vlado Leko (Vojnići pokraj Ljubuškog), hrvatski politički emigrant i revolucionar.
Bio je članom Hrvatskog revolucionarnog bratstva.
Zajedno s još devetoricom hrvatskih domoljuba bio je dijelom hrvatske gerilske skupine, Skupine Tolić - Oblak koja je 7. srpnja 1963. ušla na područje Jugoslavije, točnije Hrvatske, radi pokretanja oružanog ustanka s ciljem stvaranja samostalne hrvatske države.  
Kao i ostali članovi skupine, uhićen je neposredno nakon ulaska u Hrvatsku te osuđen na dugogodišnju zatvorsku kaznu.